# Бранево
Бранево, Бранёво (укр. Бранево), (пол. Braniewo), Браунсберг (нем. Braunsberg) — город в Польше, входит в Варминьско-Мазурское воеводство, Браневский повят. Имеет статус городской гмины.
Занимает площадь 12,41 км². Население — 17 074 человека (на 2018 год).
В городе на станции Бранево расположен железнодорожный пограничный переход из Польши в Россию (Бранево-Мамоново).

## История
Браунсберг был основан Тевтонским орденом в 1255 году на берегу реки Пассарге.
В 1461 году город перешёл под польское владычество и с небольшими промежутками оставался под ним до 1773 года, после чего снова стал частью Восточной Пруссии.

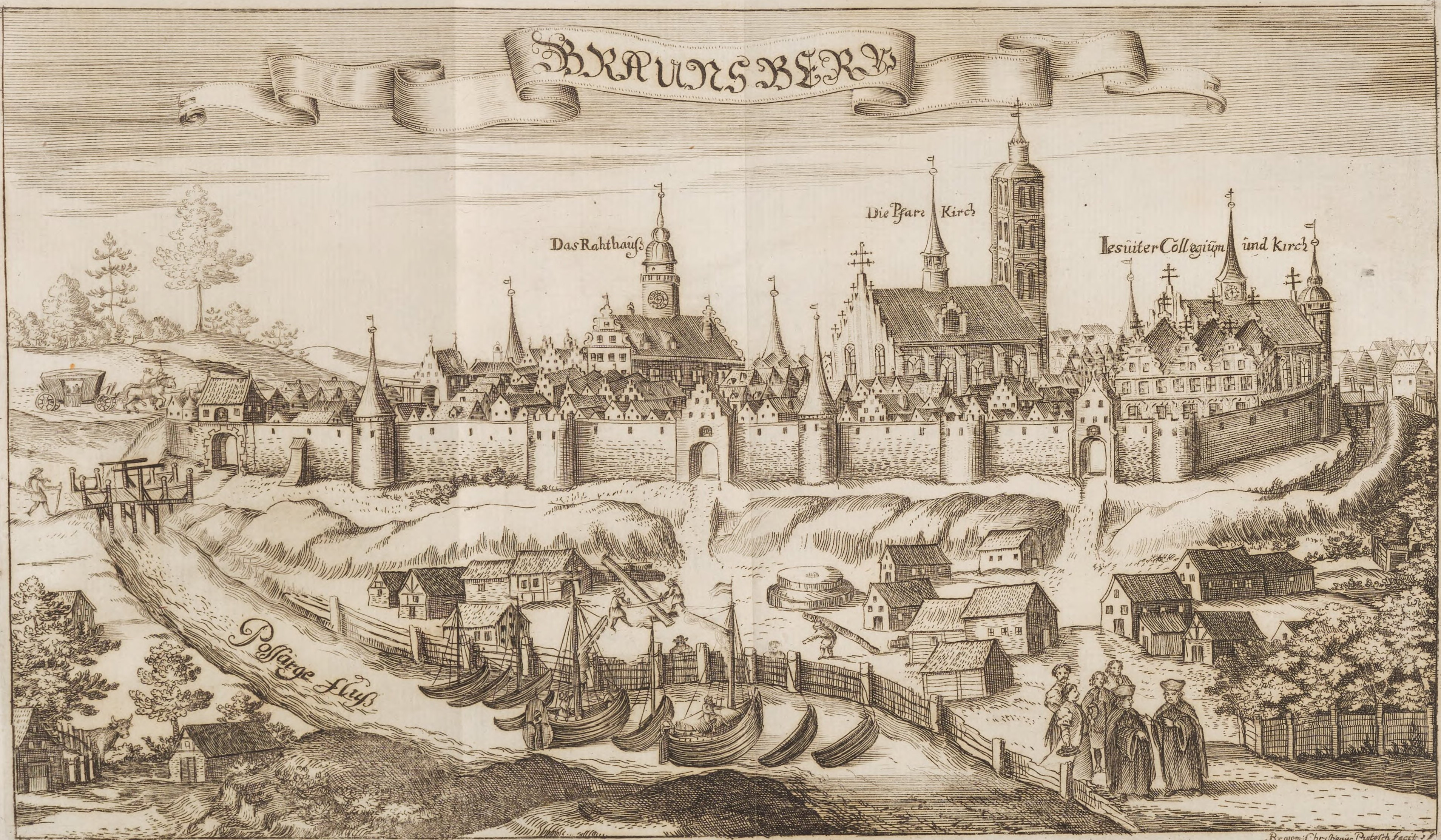
Браунсберг на гравюре 1684 года

Во времена наполеоновских войн, в феврале 1807 года, здесь произошло столкновение между прусской армией и войсками Наполеона, в ходе которого последние овладели Браунсбергом.
В конце XIX — начале XX века на страницах «Энциклопедического словаря Брокгауза и Ефрона» говорилось, что «Брунсбергский уезд занимает пространство в 17,19 кв. миль, населен 52456 жит., из коих рим.-кат. — 46393, протест. — 5549, евреев — 494 и друг. вероисп. — 20. В состав его входят следующие города: Б., Фрауенбург, Мельзак и Орнета и 114 селений».
После разгрома нацистской Германии и окончания Второй Мировой войны город вновь был передан под юрисдикцию Польши.

## Достопримечательности
- Военный Мемориал солдатам Советской Армии — самое большое зарубежное захоронение советских воинов, погибших в годы Второй мировой войны. По состоянию на 2015 год захоронено около 32 тысяч солдат[5].
- Базилика Святой Екатерины Александрийской — церковь 1343—1381 годов.
- Надвратная башня бывшего епископского замка XIV века — единственный сохранившийся фрагмент замка.
- Костёл Святого Креста — приходская церковь, расположенная над рекой Пасленкой, к северу от старого города. Церковь была построена иезуитами в 1722—1747 годы. Расположенный здесь образ Престола Благодати был поврежден выстрелом шведов в 1626 году. Интерьер в барочном стиле.
- Гимназия иезуитов Liceum Hosianum 1743—1771 годов.
- Костёл Святой Троицы 1583—1584 годов, XVIII века.
- Костёл Святого Антония XIX века.
- Фрагменты городских стен XIV века с башнями.
- Амбар «Мариинский» XVII—XIX века.
- Железнодорожный вокзал начала XX века.
- Комплекс Национального конного завода 1889—1891 годов.
- Комплекс монастыря сестёр катаринок с кладбищем 1711 г. и кладбищенской часовней.
- Приют 1889 г.
- Вилла начала XX в. по ул. Ботанической, 5.
- Дворец епископа Потоцкого 1713 г.

## Фотогалерея

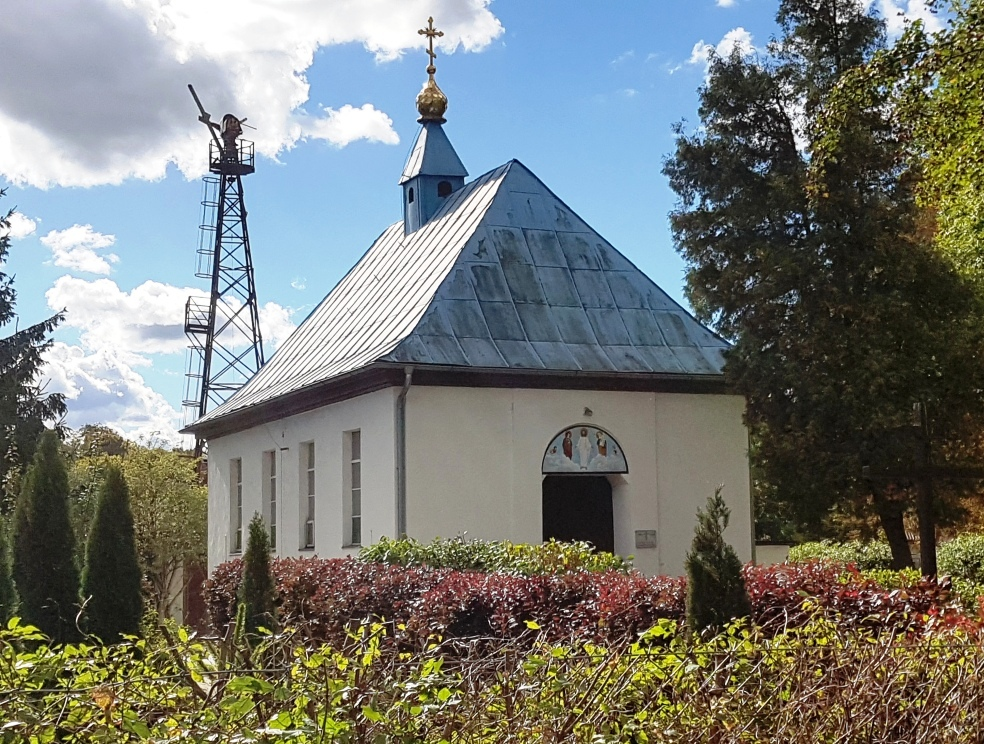
Польская православная церковь
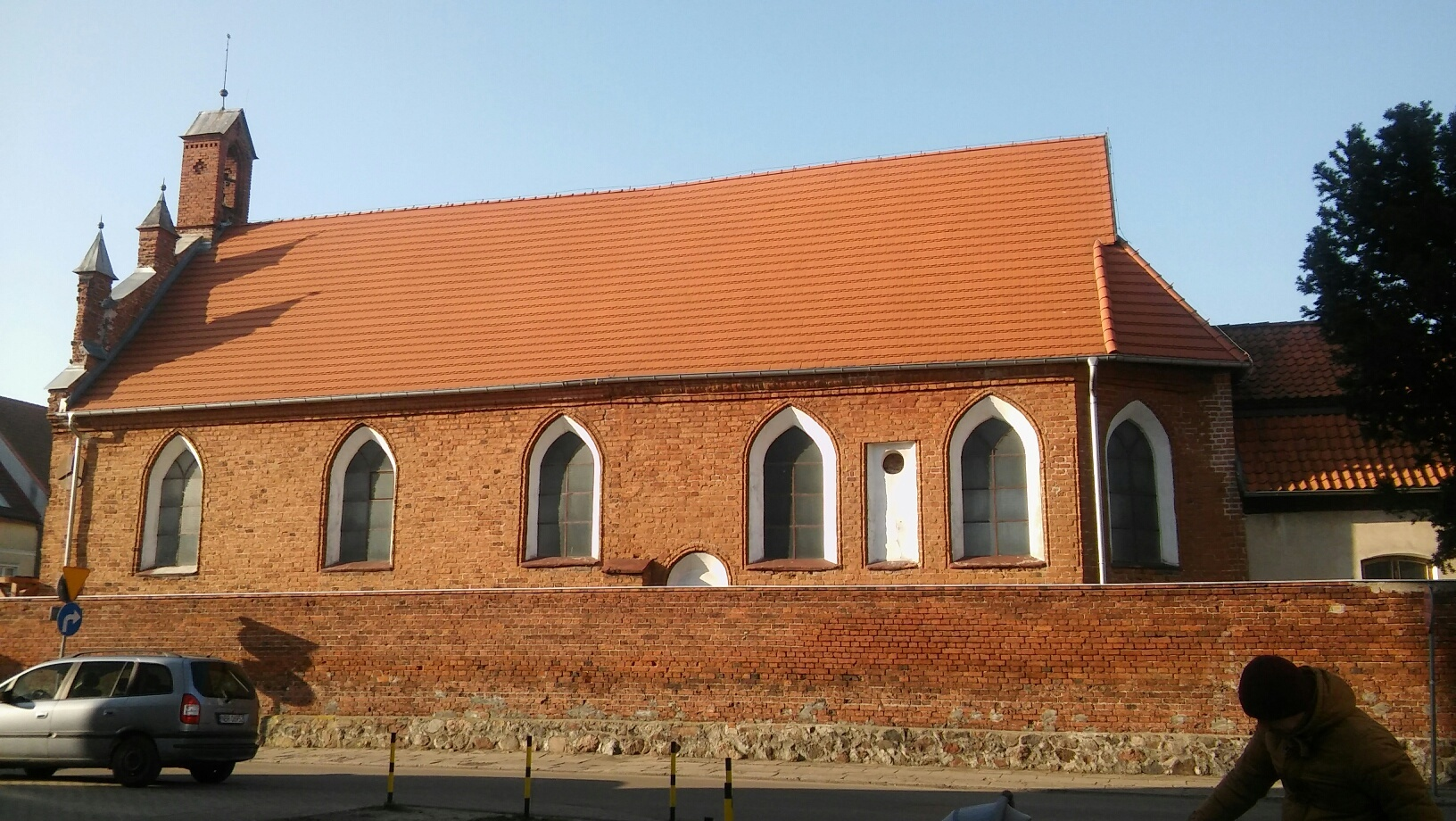
Украинская грекокатолическая церковь
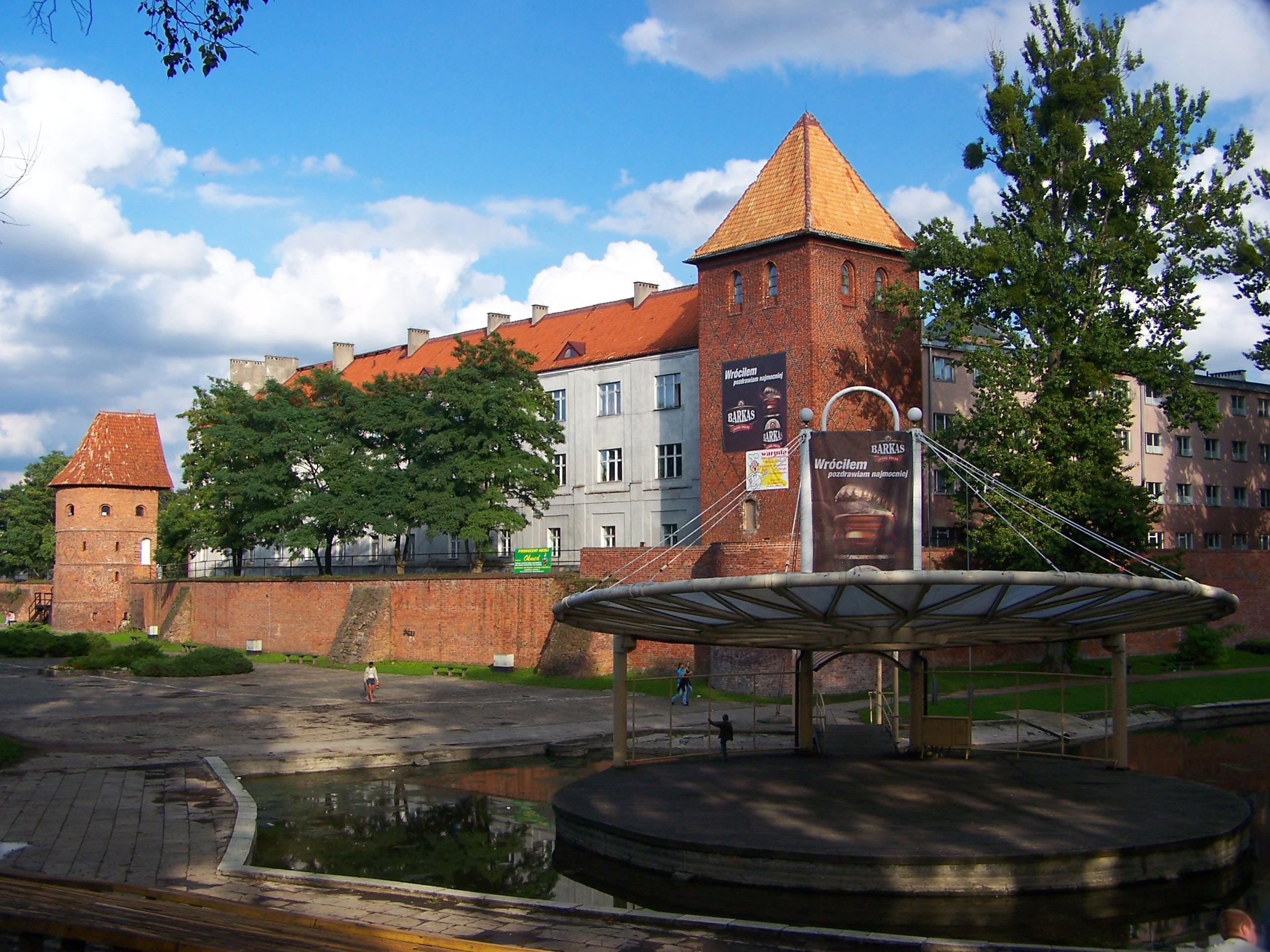
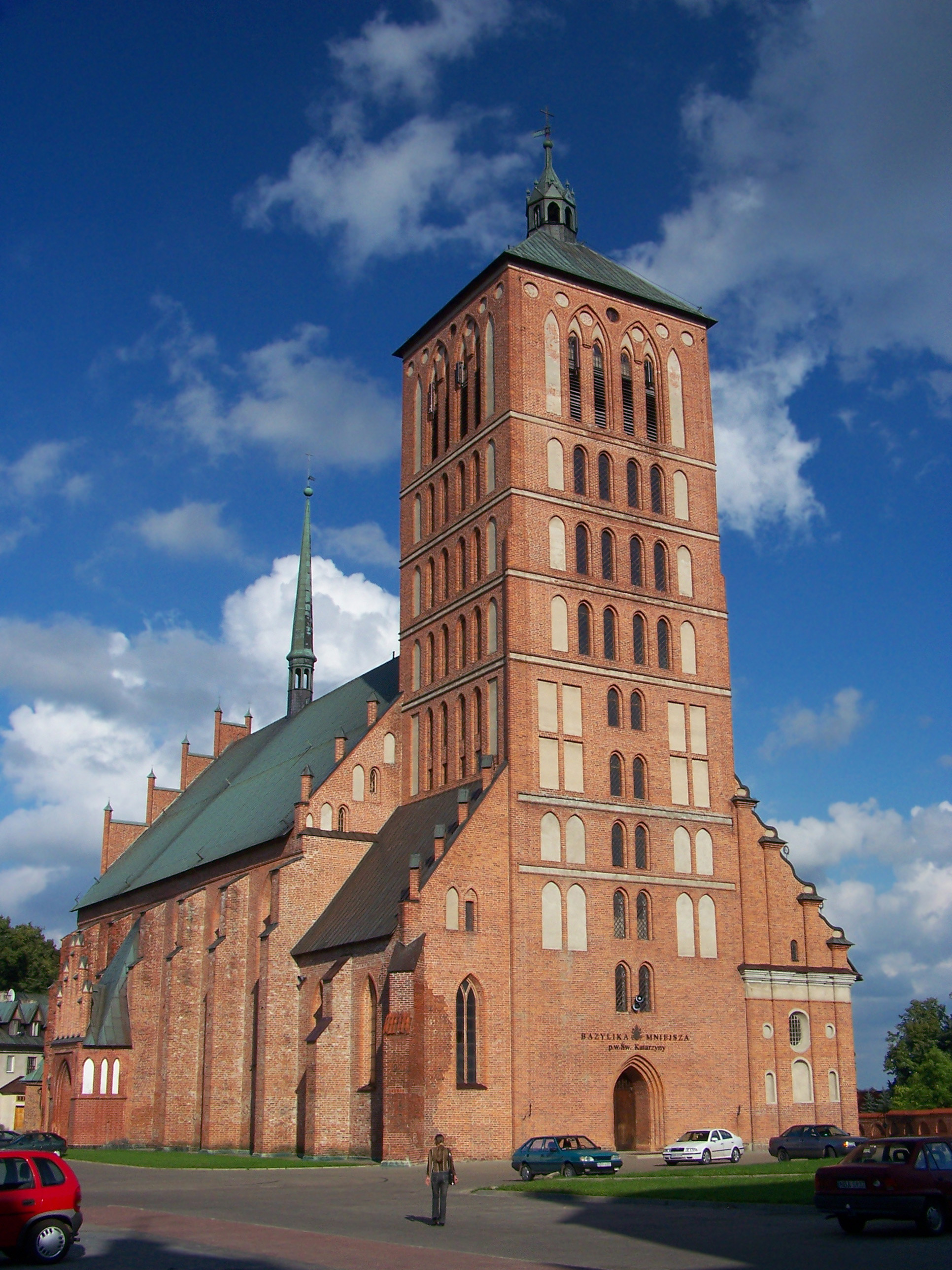
Базилика
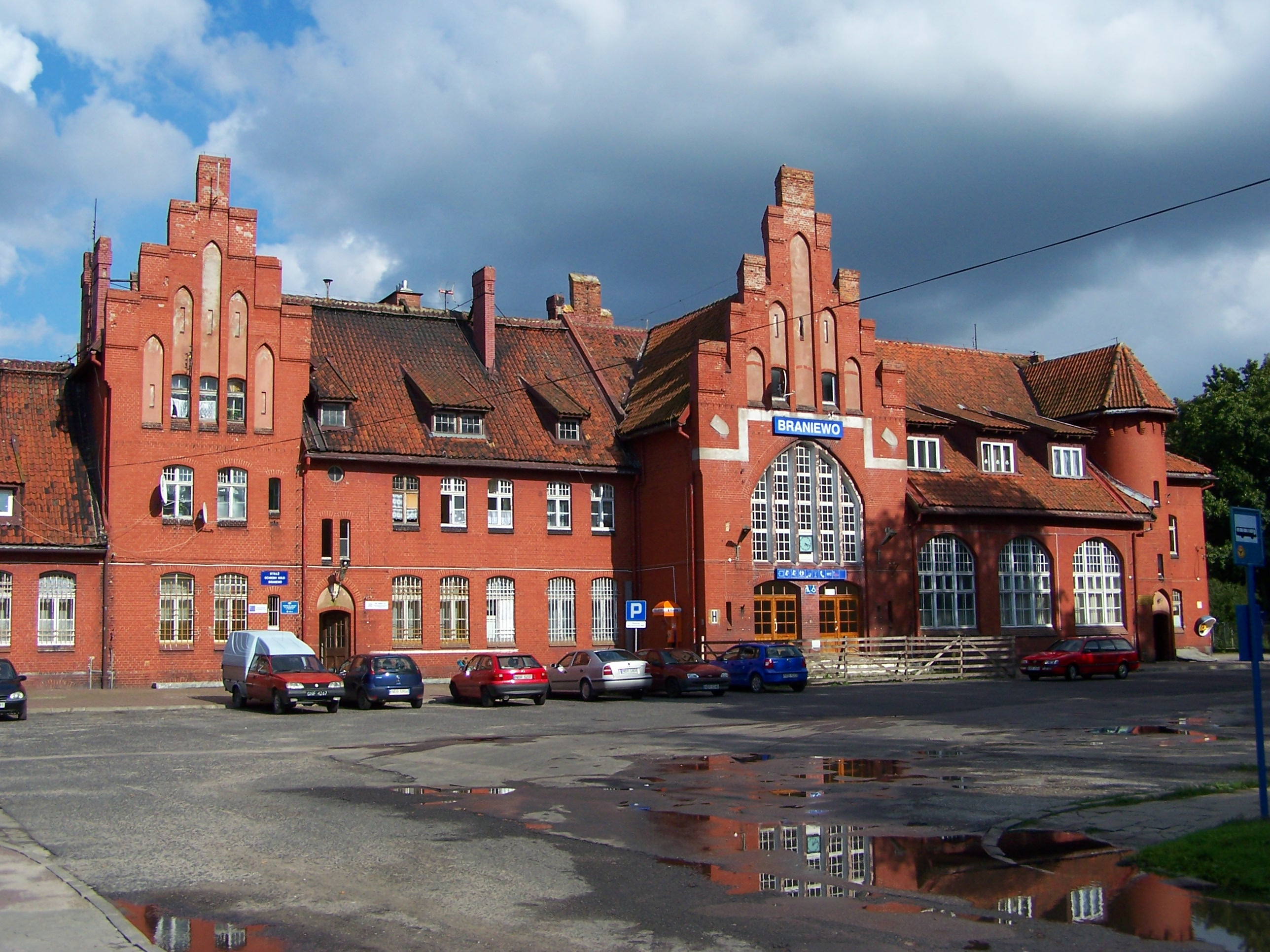
Вокзал
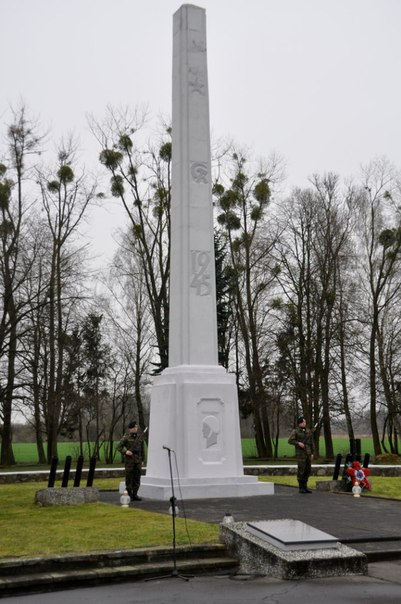
Мемориал советским солдатам

## Города-побратимы
- Зеленоградск, Россия
- Мюнстер, Германия